# Syndrome 48,XXYY
 Mise en garde médicale
Le syndrome 48,XXYY est une variante chromosomique de l'espèce Homo sapiens.
Ce syndrome est caractérisé par la présence d'un chromosome X et d'un chromosome Y supplémentaires. Son incidence annuelle est estimée entre 1/18000 et 1/50000 naissances mâles. Comme très peu d'études ont été faites sur ce sujet on ne peut être sûr des effets.